# Малые Бобрики
Ма́лые Бо́брики — деревня в Глазуновском районе Орловской области. Входит в состав Сеньковского сельского поселения.

## География
Деревня находится в южной части Орловской области, в лесостепной зоне, в пределах центральной части Среднерусской возвышенности, недалеко от истока реки Литобеж, ниже по течению расположены деревни Чермошное и Сеньково. В деревню ведёт ответвление с автодороги Глазуновка — Тагино.

### Климат
Климат умеренно континентальный, с умеренно холодной продолжительной зимой и тёплым летом. Среднегодовая температура воздуха — 4,6 °C. Средняя температура воздуха самого холодного месяца (января) — −9,2 °C (абсолютный минимум — −39 °C); самого тёплого месяца (июля) — 18,8 °C (абсолютный максимум — 38 °С). Продолжительность периода активной вегетации растений колеблется от 137 до 150 дней. Среднегодовое количество атмосферных осадков составляет 515 мм, из которых большая часть выпадает в тёплый период. Снежный покров держится в течение 120—130 дней.

## Население
| 2010 |
| ---- |
| 40   |

## Известные уроженцы
- Бахтин, Александр Николаевич (1894—1931) — русский и советский офицер-подводник.

## Примечание
1. 1 2  Всероссийская перепись населения 2010 года. 7. Численность населения городских округов, муниципальных районов, городских и сельских поселен
2. ↑  Приказ Министерства природных ресурсов Российской Федерации от 28 марта 2007 г. № 68 «Об утверждении Перечня лесорастительных зон и лесных районов Российской Федерации»
3. 1 2  Схема территориального планирования Глазуновского района Орловской области (недоступная ссылка — история). Федеральная государственная информационная система территориального планирования (ФГИС ТП).